# Amédée de Lausanne
Pour les articles homonymes, voir Amédée.
Amédée de Clermont dit de Lausanne (O.Cist.), aussi connu sous les noms d'Hauterive, né vers 1110 au château de Chatte (Chaste) (Dauphiné) et mort le 27 août 1159, est un saint et un ecclésiastique du XIIe siècle. Il est fêté par l'Église catholique le 27 août.

## Biographie

### Origines
Amédée naît vers 1110, au château de Chatte, dans la commune actuelle de Chatte (ou Chaste), dans le Dauphiné, seigneur d'Hauterive(s). Il est le fils d'Amédée I de Clermont le Vieux, et de Pétronille de Bourgogne. Il est ainsi le petit-fils de Sibaud Ier de Clermont et d'Adélaïde d'Albon. Par sa grand-mère, Amédée est parent de souverains Conrad III et de Frédéric Barberousse.

### 1119-1138
En 1119, Amédée d'Hauterives fait partie d'un groupe formé par son père et seize autres chevaliers qui se rendent au monastère de Bonnevaux dans l'intention de devenir moines. L’abbé Jean les accepte, à l’exception d’Amédée, qu’il trouve trop jeune. En 1121, après sa profession de foi, Amédée I quitte Bonnevaux et emmène son fils à Cluny, où ils sont accueillis à bras ouverts.
Peu de temps après, Amédée est envoyé en Allemagne auprès de l’empereur Henri V qui le confie à d’habiles maîtres. Mais après la mort de l’empereur, en 1125, Amédée se retire à Clairvaux, sous la conduite de saint Bernard.

### 1139-1146
En 1139, saint Bernard l’envoye comme abbé à Hautecombe, alors en grande difficulté. À la remarque de son père sur l'infertilité de ces terres, Amédée répondit que malgré le peu d'hospitalité de la contrée et de ses gens, ils ne sauraient leur enlever les biens éternels que les peines de cette vie leur font mériter et qu’il n’y a point de gens qui nous soient plus utiles, ni de lieu qui nous puisse être plus commode. La réputation d’Amédée devient telle qu’elle se répand jusqu’à l'évêché de Lausanne, qui est alors vacant. Le clergé et le peuple de la ville décident de l'élire à cette tâche. Amédée ne s’estime pas digne d’une telle charge et la refuse plusieurs fois. C’est le pape, connaissant la prudence et la piété d’Amédée, qui confirme son élection, l’obligeant ainsi à se rendre à Lausanne. Amédée est mentionné comme évêque de Lausanne dans un diplôme de Conrad III, datant de 1145. On suppose que la date de sa consécration est le 21 janvier de cette année. Une fois évêque, il s’adresse à Conrad III pour lui recommander son église et c’est ainsi que l’empereur prend sous sa protection l’évêché de Lausanne et confirme toutes ses possessions. De même, le pape Eugène III, qui avait été religieux à Clairvaux en même temps qu’Amédée, confirme les donations faites à l’église de Lausanne. En 1146, Amédée assiste à l’assemblée que Conrad organise à Spire.

### 1147-1155
Vers 1147, saint Bernard prêche la croisade. Amédée III -, comte en Maurienne et oncle du roi, Louis VII de France le jeune, veut s’y rendre mais son fils est trop jeune. Il demande à Amédée de veiller sur son comté et sur son fils, Humbert,.
Pendant son épiscopat, Amédée s'oppose au comte de Genève et à ses tentatives d'assassinat. Ce dernier cherchait à se rendre maître de la ville de Lausanne. Ce n’est qu’à grand peine qu’Amédée réussit à expulser le comte de Genève rasant une de ses puissantes forteresses. En 1155, Frédéric Ier confirme, comme le fit Conrad III, les possessions et droits de l’église de Lausanne. Cette même année, il le nomma chancelier du royaume de Bourgogne.[réf. nécessaire]

### 1156-1159
Amédée est décrit dans les annales de l’Ordre de Cîteaux comme ayant un esprit de pénitence, de componction, et vivant dans la crainte du jugement de Dieu. Il examinait ses actions, veillait sur les âmes de ses fidèles. Protecteur des veuves et des orphelins, il était aussi le consolateur des prisonniers. Farouche partisan de la justice, il punissait avec sévérité les méchants. Il n’accepta que quatre divorces. Il fit de grands biens à toutes les églises qui dépendaient de son diocèse. Il avait une particulière dévotion pour sainte Agnès. C’est le jour de sa fête qu’Amédée était né, qu’il avait fait sa profession monastique, avait été fait abbé puis évêque ; mais c’est surtout à la vierge Marie qu’Amédée fut attaché. De ses nombreux écrits cités dans plusieurs ouvrages, il ne nous est parvenu que huit homélies mariales, qu’on avait coutume de lire dans l’église de Lausanne encore en 1858.
En 1159, Amédée tombe malade. Ses médecins lui conseillent un remède contraire aux vœux de chasteté, qu'il refuse, ne voulant pas acheter sa vie au prix d'un crime. Il meurt dans son palais épiscopal le 27 août 1159. Avant de mourir, il donne l’absolution à tous ceux qu'il avait excommuniés, sauf à Humbert d'Aubonne qu’il cite pour le grand jour du jugement à cause des torts qu’il avait causé à l'église de Saint-Livres. Amédée est enterré en l'église de Lausanne.

## Honneurs
Jusqu’au XVIe siècle, on a cru que sa sépulture se trouvait à Hautecombe mais, en 1911, des fouilles archéologiques ont mis au jour le tombeau d’Amédée, dans lequel on trouva ses ossements, ses ornements, sa mitre, son anneau, et sa crosse. Les ossements furent recueillis dans un coffre et transférés à l'évêché de Fribourg. Ils y sont conservés dans la chapelle. Amédée fut élevé aux nombres des saints à une époque inconnue, mais en 1701 la Congrégation des Rites permit aux religieux cisterciens de réciter l’office du saint. Cette permission fut confirmée par le pape Clément XI en 1710, par Benoît XIV en 1753, puis en 1903 et 1910.
Il est inscrit au 27 août au Martyrologe romain et fêté principalement à cette date. Il a été auparavant célébré le 28 janvier (depuis 1753). Il l'est aussi le 30 août, dans la paroisse catholique Saint-Amédée de Lausanne, en Savoie (archidiocèse de Chambéry, Maurienne et Tarentaise), ainsi que dans le diocèse de Valence. On trouve également le 1er septembre, notamment pour le diocèse d'Annecy.
Une statue le représente au sein de l'Eglise Saint Vincent de Chatte, son visage natal. 